# Cars 2: The Video Game
Cars 2 (znana tudi kot Cars 2: The Video Game) je dirkaška videoigra iz leta 2011, ki temelji na istoimenskem filmu iz leta 2011. Disney Interactive Studios igro prvič najavil na sejmu E3 2011 in jo nato izdal na vseh večjih platformah v Severni Ameriki 21. junija 2011, v Avstraliji pa dva dni kasneje. Igra je v Evropi izšla 22. julija 2011. Različici za Nintendo 3DS in PlayStation Portable sta izšli novembra istega leta. Igra vsebuje vrsto likov iz Avtomobilov, ki tekmujejo v vohunskih dogodivščinah in dirkajo. Igra je prejela mešane ocene kritikov.

## Igranje
V tej tretjeosebni dirkaški igri lahko igralci izbirajo med 25 različnimi liki in trenirajo, da postanejo vrhunski vohuni. Kot del usposabljanja igralci sodelujejo v misijah z uporabo visokotehnoloških pripomočkov, da se na primer izognejo sovražnikom ali jih upočasnijo.
Igra ima tri vrste trofej: bronasto, srebrno in zlato. Točke se dodeljujejo v različnih vrednostih, odvisno od vrste in razreda vozila, ki ga igralci uporabljajo. Igralni liki so razdeljeni v tri težavnostne stopnje: težko, srednjo in lahko. Igralci lahko z zbiranjem emblemov odklenejo nove avtomobile, steze in misije. Drop-in/drop-out ("vstop-v/izstop-iz") načini za več igralcev podpirajo do štiri igralce hkrati.

## Sinopsis
Cars 2: The Video Game, ki temelji na Pixarjevem računalniško animiranem filmu, spremlja podvige avtomobilskih likov Strele McQueena in Dajza med urjenjem v skrivnem objektu, znanem kot CHROME, okrajšava za Poveljniški štab za izvidniške operacije in motorizirano vohunjenje (Command Headquarters for Recon Operations and Motorized Espionage). Pridružita se jima agenta britanske obveščevalne službe Zviz McMinna in Hajdi Šalthebl, ki skušata postati avtomobilski ekvivalent vohunov. Pojavi se več likov iz filma Avtomobili 2, z dodatnimi liki iz prvega filma in kratkimi animiranimi filmi Cars Toons, ki so na voljo kot prenosljiva vsebina.

## Razvoj
Igra je bila prvič prikazana javnosti na E3 2011. Predstavljena je bila tudi na ameriškem mednarodnem sejmu igrač v New Yorku. V intervjuju za Game Line je producent igre John Day dejal, da želijo ustvariti dobro družinsko dirkaško igro in dodati nekaj stvari, ki jih morda še nihče ni videl. Avalanche Software je tesno sodeloval s Pixarjevimi umetniki, da bi oživila humor in vzdušje celovečernega filma.

## Sprejem
| Agregator  | Ocena                                                                  |
| ---------- | ---------------------------------------------------------------------- |
| Metacritic | DS: 58/100 PC: 65/100 PS3: 74/100 WII: 69/100 X360: 72/100 3DS: 58/100 |

| Publikacija                  | Ocena                     |
| ---------------------------- | ------------------------- |
| Eurogamer                    | 7/10                      |
| Game Informer                | 7.75/10                   |
| GamePro                      | [ 16 ]                    |
| GameSpot                     | 7.5/10                    |
| IGN                          | 8/10 (DS) 6.5/10          |
| Nintendo World Report        | (WII) 6.5/10 (3DS) 5.5/10 |
| Official Xbox Magazine (ZDA) | 7.5/10                    |
| VideoGamer.com               | 7/10                      |

Cars 2 so prejeli mešane ocene kritikov, z rezultatom 72 in 74 na Metacritic za različice Xbox 360 in PlayStation 3. IGN je igri dal oceno 8 od 10 in navedel, da je »Cars 2 odlična igra za več igralcev, ki tekmuje z Mario Kart«. V uradni reviji Xbox Magazine je igra dobila oceno 7,5 od 10, pri čemer je bilo pohvaljeno zabavno in uglajeno dirkanje, kritik pa deležno dejstvo, da nima spletnega večigralstva. Game Informer je naslovu dal oceno 7,75 od 10 in ga označil za zadovoljivo dirkalno izkušnjo. Justin Calvert z GameSpota mu je dal oceno 7,5 od 10, pri čemer je pohvalil njen karierni način in zasnovo prog. Vendar je bil razburjen, ker ni bilo spletnega načina, kot je bilo pričakovano, in za razliko od predhodnikov tudi ne prostega raziskovanja.